# Girolamo Mocetto
Girolamo Mocetto (Murano, 1458 circa – 1531 circa) è stato un pittore italiano.

## Biografia

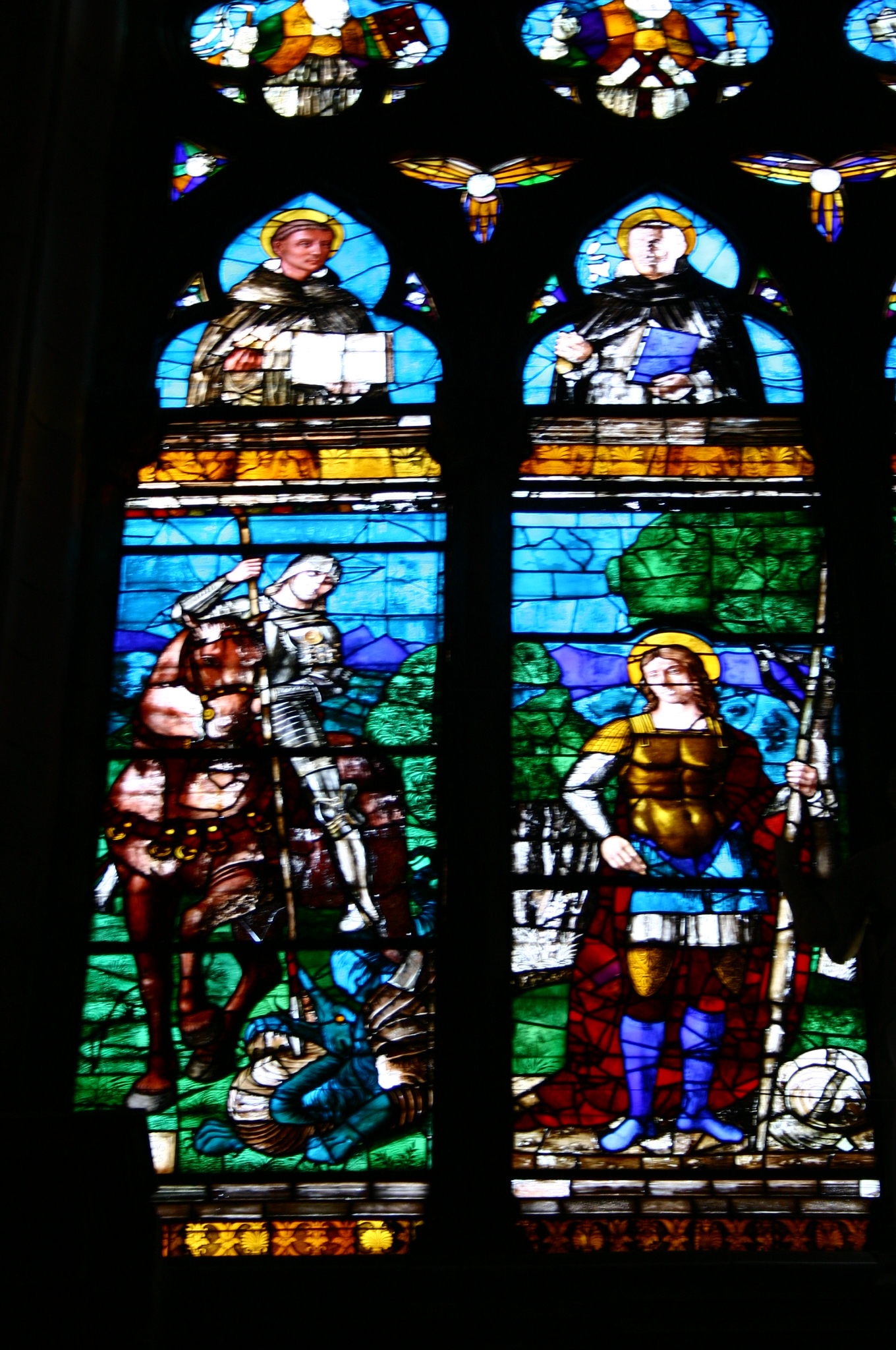
Parte inferiore della vetrata del transetto della basilica dei Santi Giovanni e Paolo a Venezia

Discendente da una famiglia di maestri vetrai di Murano, apprese anzitutto le tecniche per le vetrate, come prova la sua prima opera firmata: la parte inferiore della grande vetrata del transetto della basilica dei Santi Giovanni e Paolo a Venezia, realizzata nel 1473.
Allievo di Alvise Vivarini, lo sostituì presso la bottega di Giovanni Bellini nel 1507 per collaborare alla pittura della Sala del Maggior Consiglio in Palazzo Ducale; secondo il Vasari fu incaricato di completare le opere lasciate incompiute da Alvise alla sua morte (1505). In questo periodo si accostò di più a Bellini, incidendo il Battesimo di Cristo, che il maestro aveva dipinto per la Chiesa di Santa Corona di Vicenza. Dopo aver dipinto in stile incisivo opere di piccole dimensioni, come i due pannelli con la Strage degli innocenti, ora alla National Gallery di Londra, adottò un linguaggio più ampio, che nelle opere eseguite a Verona mescola elementi provenienti da Bellini e da Cima da Conegliano, ad esempio nel trittico della Madonna con il Bambino, san Benedetto e santa Giustina nella chiesa dei santi Nazaro e Celso, nella Madonna tra due santi nella chiesa di Santa Maria in Organo e negli affreschi in Castelvecchio del 1517. Come incisore oscilla tra l'influsso di Bellini e quello di Andrea Mantegna, praticando un linguaggio che si ritrova nelle Allegorie monocrome del soffitto a cassettoni ora al Museo Jacquemart-André di Parigi.

## Opere
Nessuna delle opere di Mocetto è datata prima del 1490, e le uniche chiaramente databili sono illustrazioni, senza figure, in un libro pubblicato nel 1514, poco per stabilire una cronologia del suo stile. Esistono soltanto 17 incisioni dei suoi lavori, oltre a 10 dipinti e a numerose vetrate.
Mentre i dipinti di Mocetto sono "opere derivate e mediocri, nella migliore delle ipotesi, in termini di qualità," le sue incisioni sono molto più importanti. Sono generalmente di grandi dimensioni e alcune di esse stampate da più lastre, e la maggior parte sembrano elaborazioni di opere proprie o di altri artisti. Il suo stile è poco vario: è "indisciplinatato" e perfino "ingenuo", segnato da tratti sciolti e privi di fitto tratteggio incrociato. Giuditta con la testa di Oloferne è la sua migliore stampa nota e si basa (invertita) su un lavoro del Mantegna conosciuto da altre copie, probabilmente dei 1490, con lo sfondo del paesaggio in stile veneziano aggiunto solo in un secondo tempo, forse qualche anno più tardi. In un'incisione al British Museum “premette l’inchiostro con una pezza per produrre una superficie, creando un tema di fantasia decorativa”. Un gruppo di incisioni basate su dipinti del Mantegna e della sua bottega sembrano precedenti a quelle riconducibili a suoi disegni, e successivamente ce ne sono che riflettono lo stile di Giovanni Bellini.  Ci sono indicazioni che, a differenza di altre stampe della bottega di Mantegna, su suoi disegni, le stampe di Mocetto non sono state prodotte sotto la supervisione del maestro.
Delle vetrate del Mocetto, i suoi pannelli, databili intorno al 1515, per la Basilica dei Santi Giovanni e Paolo di Venezia sono considerati fra i suoi capolavori.

## Galleria d'immagini

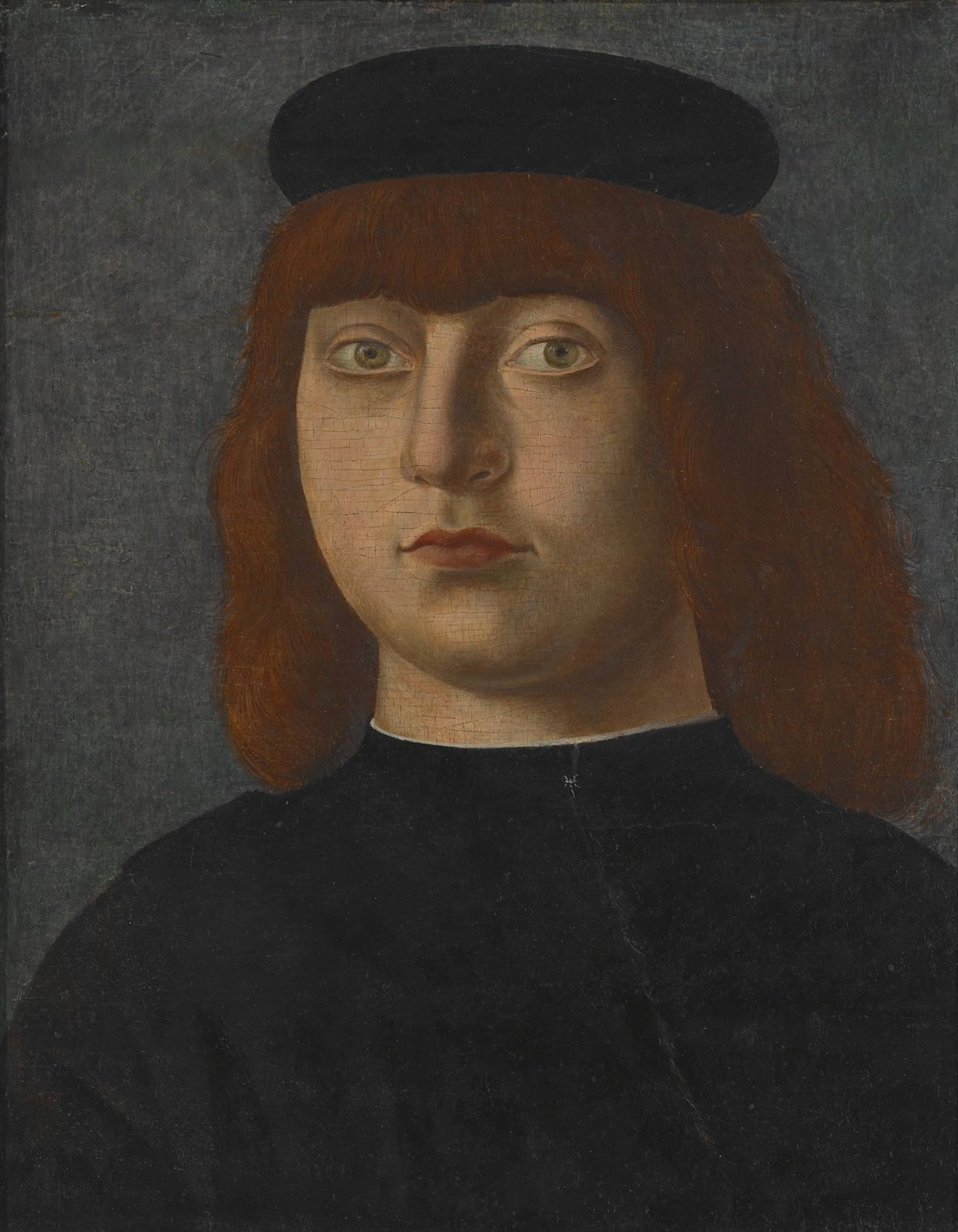
Ritratto di uomo, tempera e olio su tavola. 31.1 x 24.8 cm. Attribuita alla bottega di Mocetto.
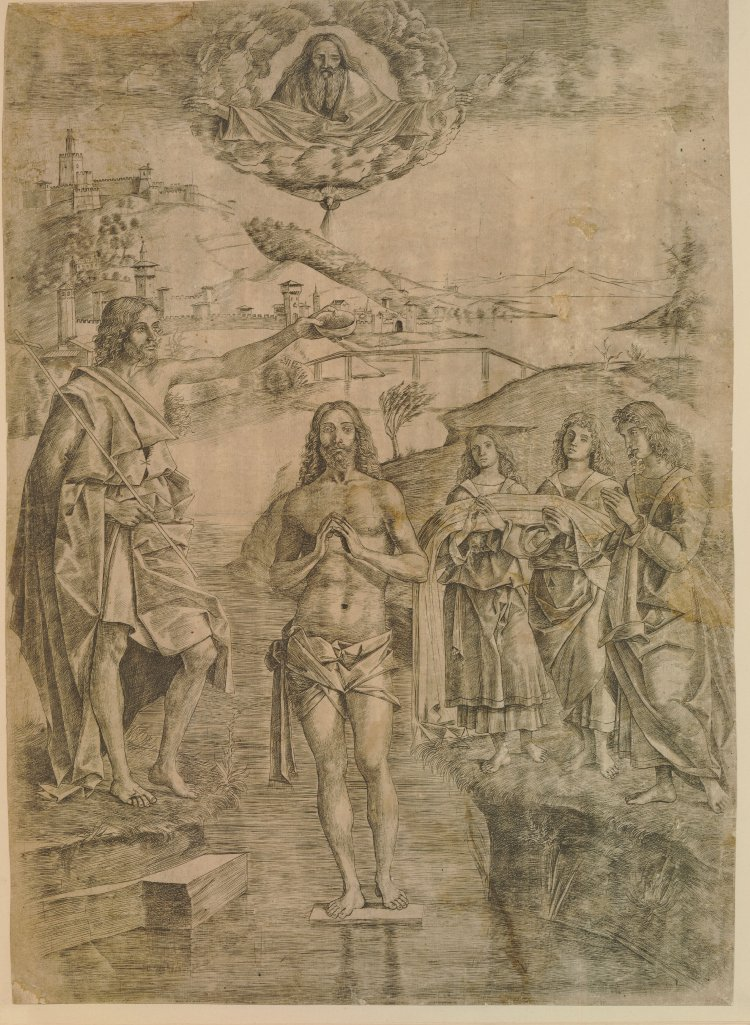
Battesimo di Cristo, incisione. Opera da Bellini Battesimo di Cristo (1500–02)
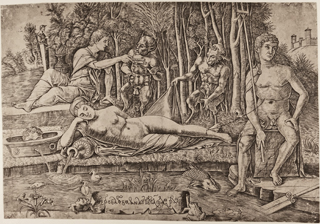
Metamorfosi di Amymone, incisione
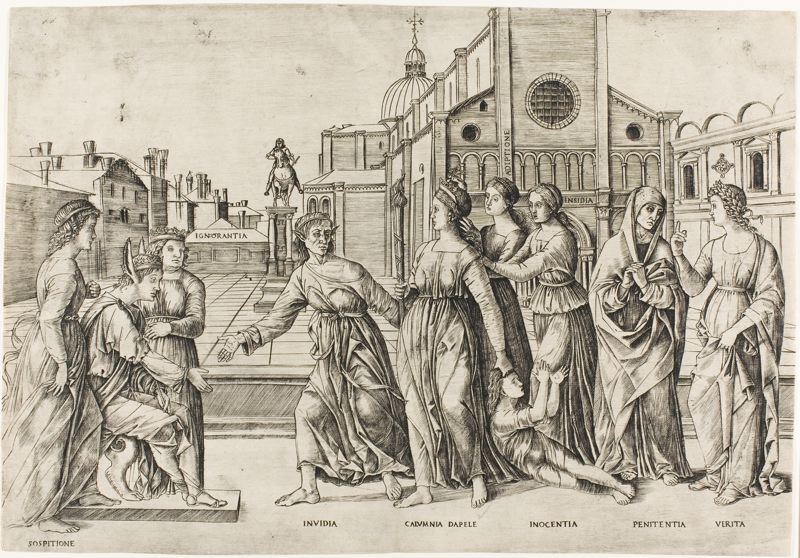
La calunnia di Apelle, incisione